# Finlande aux Jeux olympiques d'été de 1928
La Finlande participe aux Jeux olympiques d'été de 1928 à Amsterdam aux Pays-Bas. 69 athlètes finlandais, 67 hommes et 2 femmes, ont participé à 48 compétitions dans 11 sports. Ils y ont obtenu 25 médailles : huit d'or, huit d'argent et neuf de bronze. Bilan qui a permis à ce pays de se hisser en 3e position au rang des nations. La délégation finlandaise a particulièrement brillé en Athlétisme, sport qui lui a permis de conquérir pas moins de 13 médailles dont 5 dans le plus beau métal. Ainsi qu’en Lutte, discipline qui lui a valu de rapporter d'Amsterdam 9 médailles dont 3 en or. 

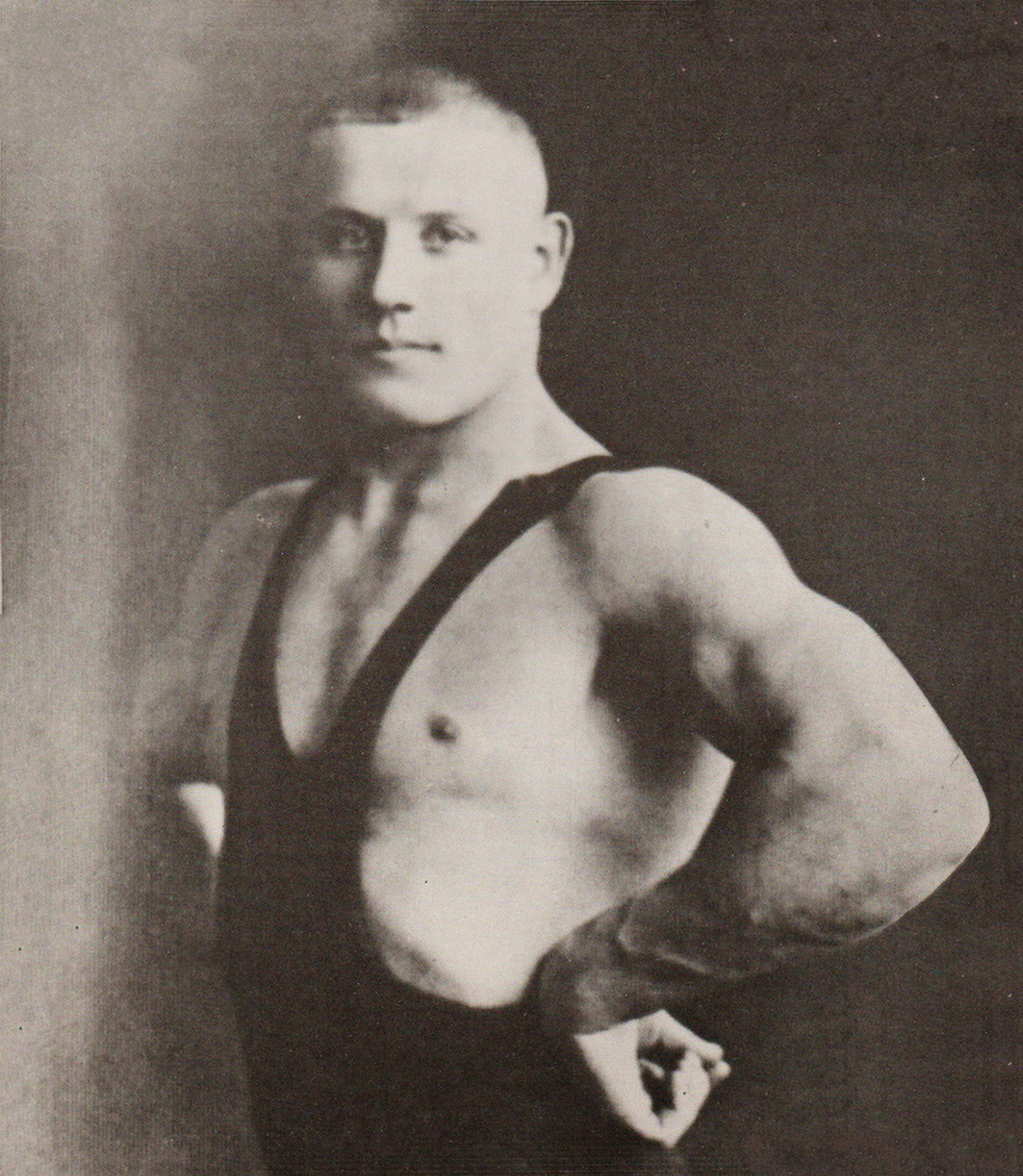
Väinö Kokkinen champion olympique en lutte.

## Médailles
| Médaille | Discipline  | Épreuve                                             | Athlète            | Performance | Date |
| -------- | ----------- | --------------------------------------------------- | ------------------ | ----------- | ---- |
| Or       | Athlétisme  | 1 500 m hommes                                      | Harri Larva        |             |      |
| Or       | Athlétisme  | 5 000 m hommes                                      | Ville Ritola       |             |      |
| Or       | Athlétisme  | 10 000 m hommes                                     | Paavo Nurmi        |             |      |
| Or       | Athlétisme  | 3 000 m steeple hommes                              | Toivo Loukola      |             |      |
| Or       | Athlétisme  | Décathlon hommes                                    | Paavo Yrjölä       |             |      |
| Or       | Lutte       | Lutte gréco-romaine - Poids moyens, 67.5 - 75 kg    | Väinö Kokkinen     |             |      |
| Or       | Lutte       | Lutte libre - Poids coq, -56 kg                     | Kaarlo Mäkinen     |             |      |
| Or       | Lutte       | Lutte libre - Poids mi-moyens, 66 - 72 kg           | Arvo Haavisto      |             |      |
| Argent   | Athlétisme  | 5 000 m hommes                                      | Paavo Nurmi        |             |      |
| Argent   | Athlétisme  | 10 000 m hommes                                     | Ville Ritola       |             |      |
| Argent   | Athlétisme  | 3 000 m steeple hommes                              | Paavo Nurmi        |             |      |
| Argent   | Athlétisme  | Décathlon hommes                                    | Akilles Järvinen   |             |      |
| Argent   | Athlétisme  | Lancer du disque hommes                             | Antero Kivi        |             |      |
| Argent   | Lutte       | Lutte libre - Poids plume, 56 - 61 kg               | Kustaa Pihlajamäki |             |      |
| Argent   | Lutte       | Lutte libre - Poids lourds, +87 kg                  | Aukusti Sihvola    |             |      |
| Argent   | Lutte       | Lutte gréco-romaine - Poids lourds, +82.5 kg        | Hjalmar Nyström    |             |      |
| Bronze   | Athlétisme  | 1 500 m hommes                                      | Eino Purje         |             |      |
| Bronze   | Athlétisme  | Marathon hommes                                     | Martti Marttelin   |             |      |
| Bronze   | Athlétisme  | 3 000 m steeple hommes                              | Ove Andersen       |             |      |
| Bronze   | Athlétisme  | Triple saut hommes                                  | Vilho Tuulos       |             |      |
| Bronze   | Gymnastique | Cheval d'arçons hommes                              | Heikki Savolainen  |             |      |
| Bronze   | Voile       | Dériveur 12 pieds                                   | Bertil Broman      |             |      |
| Bronze   | Lutte       | Lutte gréco-romaine - Poids légers, 62 - 67.5 kg    | Edvard Westerlund  |             |      |
| Bronze   | Lutte       | Lutte gréco-romaine - Poids mi-lourds, 75 - 82.5 kg | Onni Pellinen      |             |      |
| Bronze   | Lutte       | Luute libre - Poids légers, 61 - 66 kg              | Eino Augusti Leino |             |      |